# Saint-Martin-Lalande
Saint-Martin-Lalande is een gemeente in het Franse departement Aude (regio Occitanie). De plaats maakt deel uit van het arrondissement Carcassonne. Saint-Martin-Lalande telde op 1 januari 2022 1.109 inwoners.

## Geografie
De oppervlakte van Saint-Martin-Lalande bedroeg op 1 januari 2022 12,65 vierkante kilometer; de bevolkingsdichtheid was toen 87,7 inwoners per km².
De onderstaande kaart toont de ligging van Saint-Martin-Lalande met de belangrijkste infrastructuur en aangrenzende gemeenten.

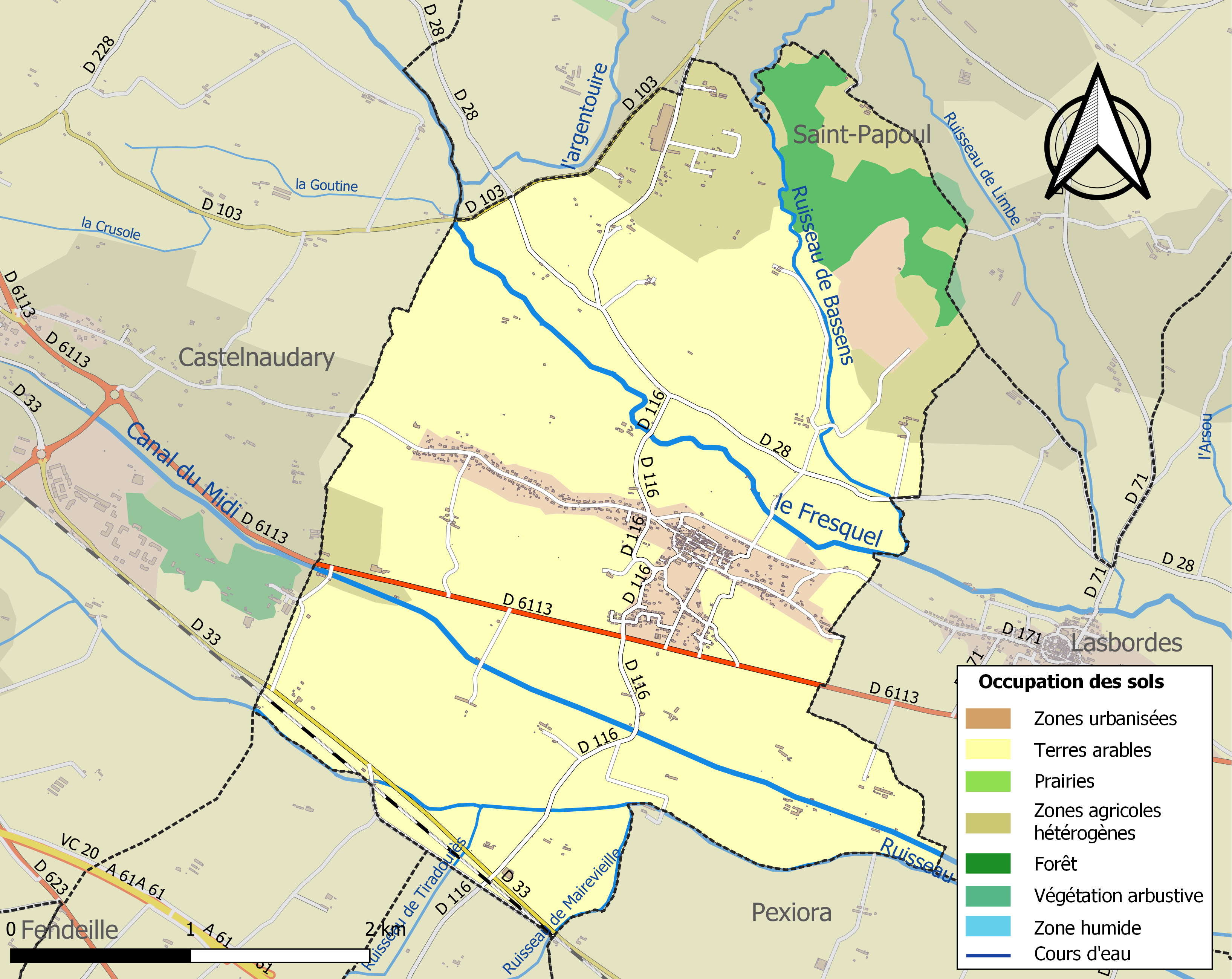

## Demografie
Onderstaande figuur toont het verloop van het inwonertal (bron: INSEE-tellingen).

Vanwege een beveiligingsprobleem met de MediaWiki Graph-software is het momenteel niet mogelijk deze grafiek weer te geven. Zodra de software is bijgewerkt zal de grafiek vanzelf weer zichtbaar worden.